# Jimeno (nome)
Jimeno  è un nome proprio di persona spagnolo maschile.

## Varianti
- Maschili: Ximeno[1]
- Femminili: Jimena[2], Ximena[2]

### Varianti in altre lingue
- Basco: Ximun[1]

## Origine e diffusione
Deriva da Ximeno, un nome medievale basco o spagnolo, dall'origine dubbia. Potrebbe essere un derivato di Simone, ma non è escludibile un'origine basca, da seme, "figlio".

## Onomastico
L'onomastico si festeggia il 1º novembre per la festa di Ognissanti, poiché il nome è adespota, ovvero non è portato da alcun santo.

## Persone
- Jimeno I Garcés, co-regnante di Pamplona
- Jimeno II Garcés di Navarra, re di Pamplona

### Variante femminile Jimena

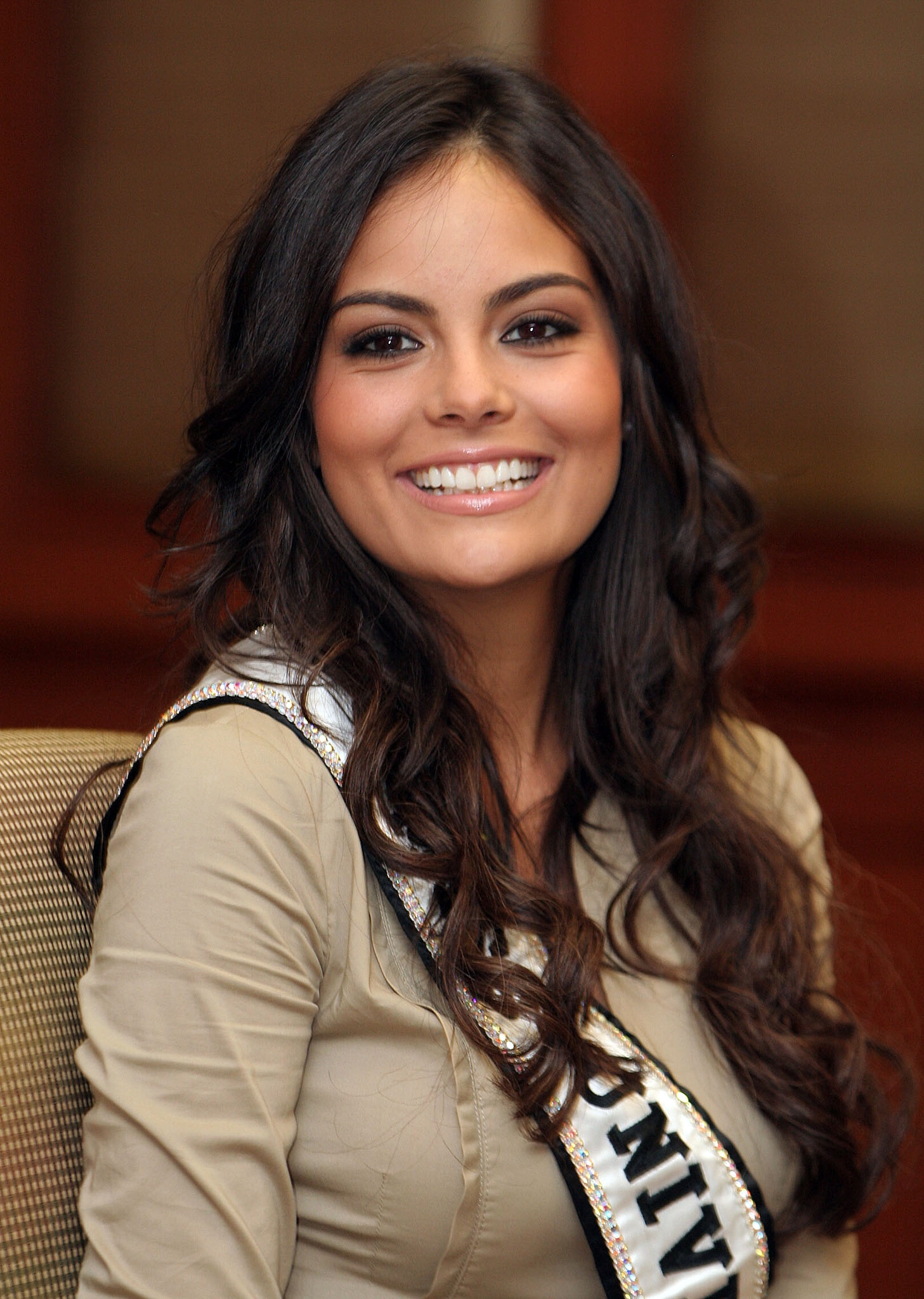
Ximena Navarrete

- Jimena Barón, attrice e cantante argentina
- Jimena Díaz, moglie di El Cid
- Jimena di Pamplona, principessa reale di Navarra e regina consorte delle Asturie
- Jimena Sánchez di Navarra, principessa di Navarra e regina consorte di León e di Castiglia

### Variante femminile Ximena
- Ximena Abarca, cantante e attrice cilena
- Ximena Navarrete, modella messicana